# Kim Szohi (taekwondózó)
Kim Szohi (hangul: 김소희, RR: Kim So-hui; 1994. január 29.–) dél-koreai taekwondózó, 2016-ban a 10. helyen állt a világranglistán.

## Pályafutása
Kim a 2011-es világbajnokságon középiskolásként nyert aranyérmet, majd 2013-ban újra megnyerte a világbajnokságot légsúlyban.
A 2016-os nyári olimpián ugyancsak aranyérmet szerzett.